# Sudberg (Quartier)
Das Wuppertaler Wohnquartier Sudberg ist eines von sieben Quartieren des Stadtbezirks Cronenberg. Namensgebend ist die Erhebung Sudberg.

## Geographie

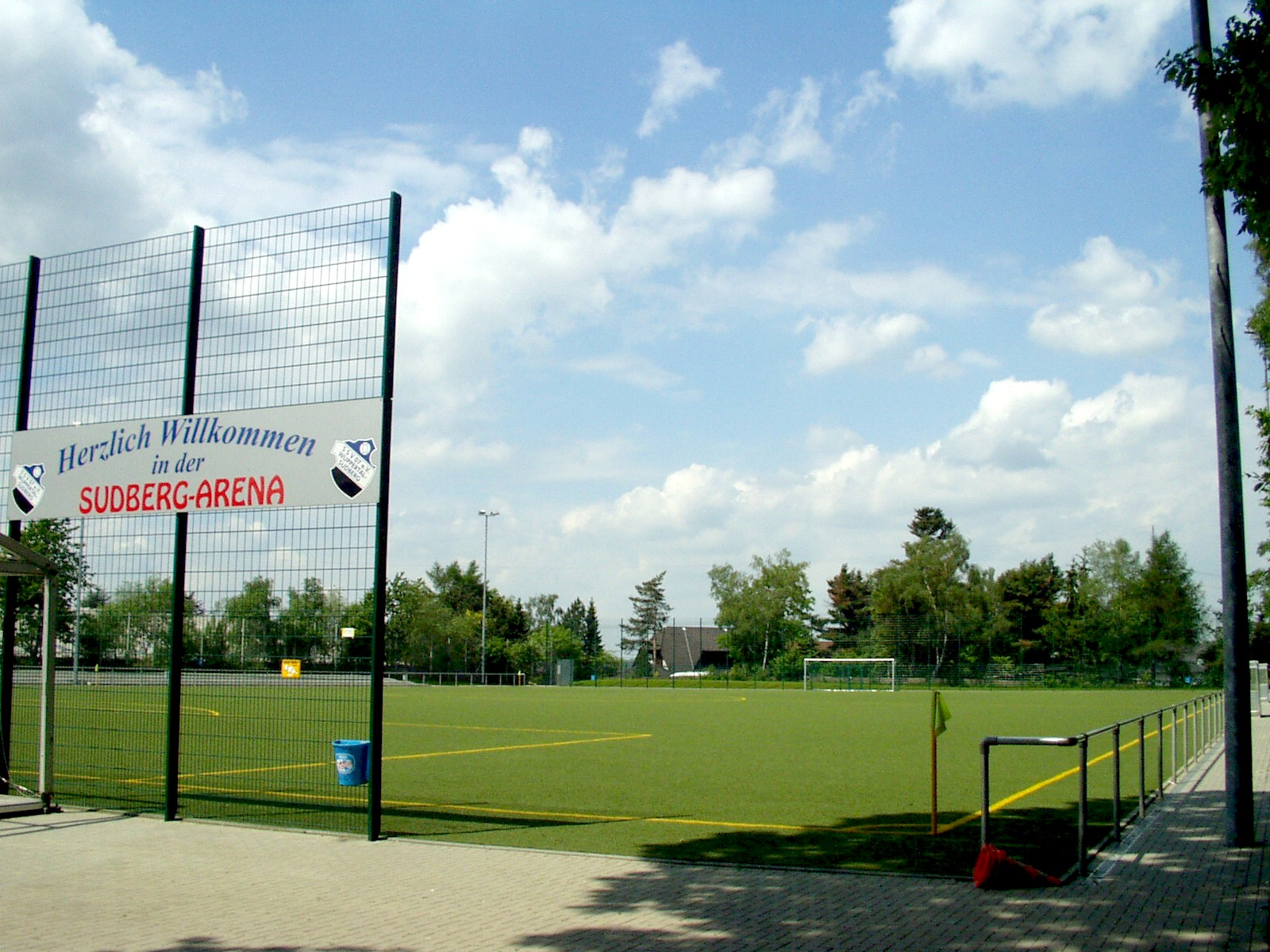
Fußballplatz an der Riedelstraße in Wuppertal-Sudberg

Das 3,42 km² große Wohnquartier wird im Westen durch die Wupper und im Osten durch den Morsbach begrenzt. Die Grenzlinie zu den nördlichen Wohnquartieren Kohlfurth und Berghausen ist dagegen nicht scharf bestimmt. Westlich von dem Wohnquartier befindet sich das Gebiet der Stadt Solingen, östlich das der Stadt Remscheid. Im spitz zulaufenden Süden liegt Müngsten.
Neben der Hauptsiedlung Sudberg auf der Kuppe der gleichnamigen Erhebung, die sich in die Ortsteile Hackland, Häusgen, Oberheidt, Teschensudberg und Mittelsudberg unterteilt, gehören das weiter südlich gelegene Schöppenberg und Hintersudberg sowie in Tallage am Morsbach die Außenortschaften und Höfe Berg, Prangerkotten, Beckerhof, Beckeraue, Morsbacher Berg, Engelskotten, Gockelshammer, Leierkotten und Brucher Kotten zu dem Wohnquartier. Im Westen zur Wupper hin befindet sich die Ansiedlung Stiepelhaus. Zu den Wüstungen zählen die beim Bau der Landesstraße 74 abgetragenen Orte Müngsten und Wusterhaus.
Die Kuppe des Sudbergs ist geschlossen mit Wohnhäusern bebaut ohne größere Gewerbe- und Handelsansiedlungen aufzuweisen. Zur Siedlung gehört ein zentraler Sportplatz.

## Geschichte
Der namensgebende ursprüngliche Siedlungsplatz, der Hof Sudberg, wurde erstmals 1549 urkundlich erwähnt. Im Spätmittelalter und der frühen Neuzeit gehörte er zum Elberfelder Höfeverband im Kirchspiel Cronenberg des Amtes Elberfeld.